# Saison 2001-2002 du Nîmes Olympique
Chronologie
Saison précédente Saison suivante
La saison 2001-2002 du Nîmes Olympique est la vingt-quatrième saison du club gardois en deuxième division du championnat de France D2, la cinquième consécutive du club à ce niveau de compétition. Cette saison est marquée par la relégation du club nîmois en National, soit l'équivalent de la troisième division française.
L'équipe est dirigée par Dominique Bathenay, en poste depuis une année, puis par Bernard Boissier qui remplace ce dernier en décembre 2001.

## Compétitions

### Championnat
La saison 2001-2002 de Division 2 est la soixante-troisième édition du championnat de France de football de Division 2 et la dernière sous cette appellation. La division oppose vingt clubs en une série de trente-huit rencontres. Les meilleurs de ce championnat sont promus en Ligue 1. 

#### Classement final et statistiques
Le Nîmes Olympique termine ainsi le championnat à la dix-neuvième place avec 5 victoires, 17 matchs nuls et seize défaites. Le club nîmois est le seul à avoir connu aussi peu de succès lors du championnat. Une victoire rapportant trois points et un match nul un point, le club totalise 32 points soit autant que l'équipe qui la précède, le Football Club de Martigues (FCM) et soit neuf de moins que le premier non relégable, l'Union sportive Créteil-Lusitanos (USCL), et battant ainsi son précédent record de pire total de points engrangés en Ligue 2. Les Nîmois possèdent l'avant-dernière attaque du championnat avec 33 buts marqués, la treizième meilleure défense en encaissant 48 buts. Le Nîmes Olympique est la pire formation à domicile lors de cette saison (20 points) et l'avant-dernière à l'extérieur (12 points). Sur un total de 38 journées de championnat, le Nîmes Olympique est en position de relégable au classement à 27 reprises. Par ailleurs, les Crocodiles reçoivent avec 76 cartons jaunes et quatre cartons rouges.
Le Nîmes Olympique est relégué en Championnat de France de football National (troisième division) pour la saison 2002-2003 tout comme le FC Martigues, vingtième et dernier. L'US Créteil, dix-huitième, termine première équipe non reléguée de la saison, profitant de la dernière saison sous la forme de deux relégués à l'issue du championnat. Les quatre clubs promus en Ligue 1 2002-2003 sont l'AC Ajaccio, qui décroche son deuxième titre de champion de deuxième division de son histoire, le RC Strasbourg, qui avait été relégué la saison précédente, l'OGC Nice, après cinq saisons passées en seconde division, et Le Havre AC, qui retrouve l'élite deux années après l'avoir quittée.
Extrait du classement de Ligue 2 2001-2002
| Rang                             | Équipe               | Pts | J  | G  | N  | P  | Bp | Bc | Diff |
| -------------------------------- | -------------------- | --- | -- | -- | -- | -- | -- | -- | ---- |
| 15                               | ES Wasquehal         | 43  | 38 | 11 | 10 | 17 | 43 | 55 | -12  |
| 16                               | Grenoble Foot 38     | 42  | 38 | 10 | 12 | 16 | 38 | 55 | -17  |
| 17                               | FC Istres OP         | 41  | 38 | 8  | 17 | 13 | 34 | 43 | -9   |
| 18                               | US Créteil-Lusitanos | 41  | 38 | 9  | 14 | 15 | 35 | 46 | -11  |
| 19                               | Nîmes Olympique      | 32  | 38 | 5  | 17 | 16 | 33 | 48 | -15  |
| 20                               | FC Martigues         | 32  | 38 | 7  | 11 | 20 | 32 | 53 | -21  |
| Relégation en National 2002-2003 |                      |     |    |    |    |    |    |    |      |

### Coupe de France
La coupe de France 2001-2002 est la 85e édition de la coupe de France, une compétition à élimination directe mettant aux prises les clubs de football amateurs et professionnels à travers la France métropolitaine et les DOM-ROM. Elle est organisée par la FFF et ses ligues régionales. Cette saison, le nombre de clubs engagés dans la compétition a atteint un nombre de 5 848 participants.
Lors du septième tour de la Coupe de France, le Nîmes Olympique se rend chez les amateurs du Pau FC, promus en National deux années auparavant. Pour éviter une élimination prématurée de la compétition comme la saison précédente, Bathenay aligne une équipe mixte avec certains titulaires habituels. Ce coaching s'avère payant puisque le Nîmes Olympique dispose des locaux et obtient sa qualification par la plus petite des marges (1-0).
Au tour suivant, Nîmes se déplace de nouveau. En effet, le Beaucaire Olympique, qui évolue en CFA, hérite d'un club qui lui est distant d'une vingtaine de kilomètres. Sur le terrain, Beaucaire réussit à contenir les différents assauts des joueurs de Bathenay. Nîmes ne parvient à s'imposer qu'au terme des prolongations (4-0).

### Coupe de la Ligue
La Coupe de la Ligue 2001-2002 est la 8e édition de la Coupe de la Ligue, compétition à élimination directe organisée par la LFP depuis 1994 et qui rassemble uniquement les clubs professionnels de Ligue 1, Ligue 2 et National.
Le Nîmes Olympique entame la compétition dès le premier tour, du fait que le club gardois évolue en deuxième division. Les joueurs nîmois se déplacent donc au stade François-Coty, antre de l'AC Ajaccio. Se neutralisant durant l'intégralité de la partie, les deux équipes se départagent lors de la séance de tirs au but. Ajaccio s'incline finalement 4 à 3, après les échecs successifs de Cyril Granon et de José Luis Guimarães Sanabio, et bien que Nicolas Marx ait également raté sa tentative.
Pour les seizièmes de finale, Nîmes se rend au stade de la Licorne où y évolue l'Amiens SC. Au tour précédent, le club picard a disposé de l'Angers SCO. Le Nîmes Olympique encaisse logiquement deux buts des Amiénois, inscrits par Michel Rodriguez et Arnaud Lebrun. Étant également réduits à dix après l'expulsion d'Anthony Vosahlo avant la fin de la première période, les joueurs de Dominique Bathenay ne réussissent pas à réduire le score lors de la suite du match. L'ASC s'impose donc à domicile deux buts à zéro et atteint les huitièmes de finale de la coupe de la Ligue. Le club de la Somme s'incline cependant au tour suivant à la Licorne devant le Racing Club de Strasbourg (0-2).

### Matchs officiels de la saison
Le tableau ci-dessous retrace dans l'ordre chronologique les 46 rencontres officielles jouées par le Nîmes Olympique durant la saison. Le club nîmois a participé aux 38 journées du championnat ainsi qu'à six tours de Coupe de France et deux rencontres en Coupe de la Ligue. Les buteurs sont accompagnés d'une indication entre parenthèses sur la minute de jeu où est marqué le but et, pour certaines réalisations, sur sa nature (penalty ou contre son camp).
Le bilan général de la saison est de 8 victoires, 21 matchs nuls et 18 défaites. Le score le plus fréquent est le match nul 0-0 concédé à 10 reprises, suivi du match nul 1-1, à 8 reprises.

## Joueurs et encadrement technique

### Effectif professionnel

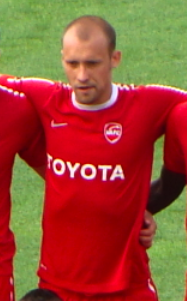
Renaud Cohade, ici en 2010, utilisé à 4 reprises en 2001-2002.

Dans l'effectif de la saison 2001-2002, le capitaine de l'équipe est le défenseur français Johann Charpenet. Formé à l'Olympique lyonnais, il débute en Division 1 lors de la saison 1996-1997. Considéré comme un jeune espoir de l'équipe lyonnaise, il quitte cependant le club rhodanien en 1998 pour le Nîmes Olympique. S'imposant dès sa première saison, il devient capitaine après quatre saisons passées au club, où il y a déjà effectués plus d'une centaine de matchs.
Le gardien de l'équipe est Marc Delaroche, au club depuis deux saisons. Formé à l'AS Monaco, il occupe un poste de doublure durant cinq saisons avant de partir dans le club normand du SM Caen. Parti à Bordeaux en 1997 où il remporte le titre de champion de France en 1999, il n'effectuera cependant que trois matchs durant ses deux saisons. Il est transféré vers le club gardois en 1999. Ne participant à aucun compétition durant la saison 2000-2001, il devient alors un élément-clé du Nîmes Olympique la saison suivante, mettant Yoann Bouchard sur le banc. D'autres joueurs de l'effectif sont chevronnés dans leur domaine respectif, comme le milieu offensif Franck Rizzetto, vainqueur de la Coupe de France (présent au club depuis 2000) et l'attaquant Réginald Ray, qui remporte la Coupe Intertoto en 1996 (présent au club depuis 2001).
Parmi les plus jeunes joueurs de l'effectif, on retrouve l'algérien de 22 ans Ali Boulebda. Il arrive au club en 1999 pour terminer sa formation. D'autres joueurs prometteurs se distinguent dont les deux milieux Yann Jouffre et Renaud Cohade, qui totalise à eux deux à l'issue de la saison environ une vingtaine de matchs.
Christophe Borbiconi et Anthony Vosahlo constituent la défense centrale. Borbiconi arrive au club en 2001 après un court passage à l'AS Beauvais (1 saison, 27 matchs joués). Quant à Vosahlo, il a été formé au club, dispute son premier match professionnel en 1994, et est capitaine durant certains matchs de la saison. Il quitte le club en 2002 afin de rejoindre le Racing de Ferrol, évoluant en seconde division espagnole. Jean-Luc Vannuchi, chez les Crocodiles depuis son départ de l'AS Cannes en 2000, les épaule sur le côté gauche de la défense.

## Affluence et télévision

### Affluence
78 882 personnes ayant assisté aux 19 rencontres de championnat du Nîmes Olympique au Stade des Costières, l'affluence moyenne du club à domicile est de 4 152 spectateurs. Il s'agit de la onzième affluence du championnat, bien loin de celles de l'AS Saint-Étienne (15 873 spectateurs de moyenne), du SM Caen (11 191) ou du Racing Club de Strasbourg (9 449). Le Nîmes Olympique détient par ailleurs le quinzième taux de remplissage à domicile avec 22,5 % et le huitième à l'extérieur avec 32,1 %. Le record en championnat d'affluence de la saison à domicile est réalisé lors de la trente-quatrième journée contre l'AS Saint-Étienne. 6 425 spectateurs assistent au match nul entre les deux équipes (0-0).
En coupe de France, le Nîmes Olympique, malgré sept tours passés, ne joue qu'un seul match à domicile contre l'AS Monaco. Une affluence de 18 334 spectateurs y est alors recensée, constituant la meilleure de la saison. En coupe de la Ligue, aucune rencontre n'a été effectuée durant la saison au sein de l'enceinte nîmoise, nonobstant deux matchs disputés par les gardois dans cette compétition.
Affluence du Nîmes Olympique à domicile,